# Kostel svatého Jakuba Staršího (Cvrčovice)
Kostel svatého Jakuba Staršího je římskokatolický chrám v obci Cvrčovice v okrese Brno-venkov. Je chráněn jako kulturní památka České republiky.
Poprvé je kostel společně se vsí Cvrčovice připomínán v roce 1276, kdy se dostal do majetku kláštera v Dolních Kounicích. Současná podoba chrámu pochází z roku 1690, kdy byl s využitím starších částí zcela přestavěn. K dalším úpravám došlo v průběhu 19. století, kdy byla postavena věž (1828), kaple Božího hrobu a oratoř (1885).
Kolem kostela se do roku 1831 nacházel hřbitov.
Je filiálním kostelem pohořelické farnosti. Dříve byl farním kostelem farnosti Cvrčovice, která byla zrušena v roce 2006.